# Brigantaggio postunitario nello Stato Pontificio
Per brigantaggio postunitario nello Stato Pontificio si intendono i fenomeni di brigantaggio avvenuti nello Stato Pontificio a partire dagli ultimi mesi del 1860, proseguendo per il 1861 (data dell'Unità d'Italia), fino alla presa di Roma nel 1870.
Generalmente è suddivisibile in due fasi, la prima dal 1860 al 1863, e la seconda da metà dal 1864 al 1870. Nella prima fase il territorio dello Stato Pontificio fu principalmente un'area franca, assai adatta all'organizzazione logistica delle bande armate perché si trattava di un territorio non accessibile alle truppe del Regno d'Italia, nel quale spesso le bande non vennero significativamente ostacolate dalla gendarmeria pontificia e dalle truppe francesi stanziate a Roma. A Roma, con la benedizione di papa Pio IX, era rifugiato Francesco II delle Due Sicilie e tutta la corte borbonica napoletana in esilio. Ciò, per un certo periodo, fu il motore principale per l'avvio ed il sostentamento del brigantaggio come forma di guerriglia antiunitaria, reclutando ex militari dell'esercito borbonico e migliaia di contadini e braccianti meridionali.
Dalla seconda metà del 1863 ci fu un significativo cambiamento di fronte, con l'inizio della lotta al brigantaggio anche da parte pontificia, essendo caduta la matrice politica dell'attività delle bande. Segno di questo cambiamento fu tra l'altro la cattura di Carmine Crocco nel 1864, che aveva sperato di potersi rifugiare sotto la protezione pontificia, e un accordo di collaborazione militare fra il Regno d'Italia e lo Stato Pontificio per evitare che il confine fra i due Stati rendesse impossibili le operazioni militari e di polizia.

## L'assetto territoriale nel 1860

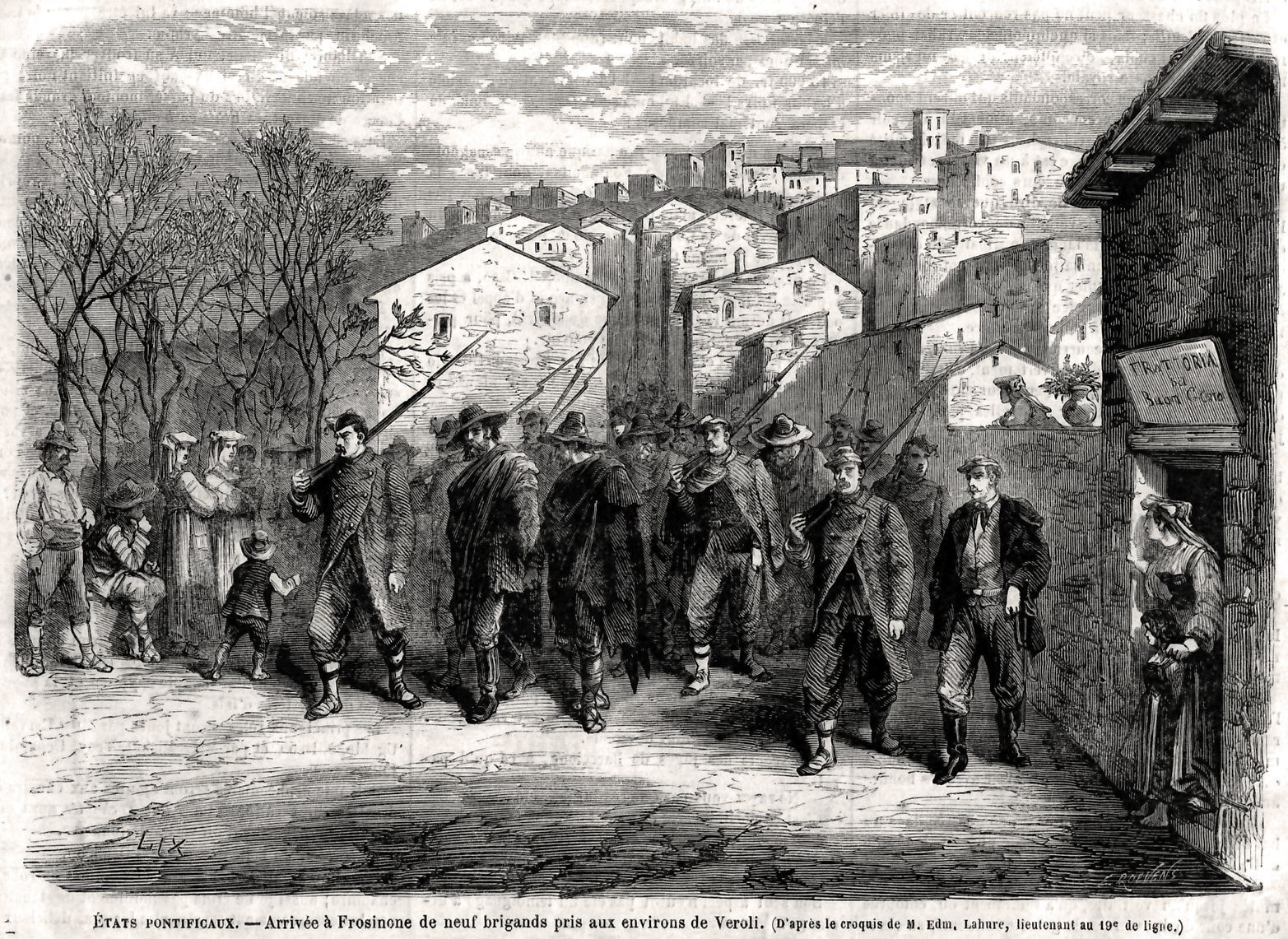
Arrivo a Frosinone di nove briganti catturati a Veroli

Lo Stato Pontificio nel 1860 era suddiviso amministrativamente in varie provincie tra cui, la Comarca di Roma, Viterbo, l'Umbria, Orvieto, la Sabina, Perugia, Città di Castello, la Marca di Ancona, Urbino, Ferrara, Bologna e il suo circondario, governate da Delegazioni e Legazioni apostoliche. Inoltre, costituivano parte integrante dello Stato della Chiesa le enclave di Pontecorvo e Benevento presenti nel Regno delle Due Sicilie.

## L'invasione dello Stato e la Battaglia di Castelfidardo (Ancona)
Nel 1860 con l'avvio della campagna delle Marche e dell'Umbria le truppe del Regno di Sardegna, entrate l'11 settembre in territorio pontificio, ne avviarono la conquista. Occupate Pesaro, Fano, Perugia, Senigallia, Spoleto, Loreto, Terni, Narni e altre città l'avanzata proseguì con la battaglia di Castelfidardo e la caduta di Ancona Le truppe del Papa, sconfitte, trattarono la resa mentre la città di Ascoli Piceno, alla cui difesa avrebbe dovuto provvedere anche un piccolo contingente di "Ausiliari Pontifici", fu abbandonata. Lo Stato Pontificio perse i territori delle provincie precedentemente amministrate nonché quelli di Pontecorvo e di Benevento. L'esercito sabaudo occupò anche Passo Corese e Rieti, quindi, sotto il dominio della Santa Sede rimase, fino alla Presa di Roma, solo parte del Lazio, ivi incluso il porto di Civitavecchia.
Il 12 ottobre 1860 Vittorio Emanuele II, varcato il Tronto, invase gli Abruzzi dirigendosi verso Napoli. Nel frattempo, a partire dal settembre 1860 e anche durante il movimento dell'esercito piemontese, si verificarono sommosse, episodi di guerriglia e atti di brigantaggio che interessarono molte provincie del Mezzogiorno d'Italia, alcune delle quali confinanti con il territorio pontificio. La mancanza di provvedimenti atti a esercitare il controllo delle frontiere, l'accondiscendenza con cui fu dato asilo alle bande in formazione e transito, la mancanza di provvedimenti adeguati a contrastare il contrabbando di armi, la propaganda filoborbonica sviluppata dal clero e dalla Curia, la politica favorevole a Francesco II e la presenza sul proprio territorio di molti reduci provenienti dalle fortezze di Capua e di Gaeta, consentì di attribuire allo Stato pontificio un ruolo non marginale nello sviluppo del brigantaggio postunitario.

## La nascita e lo sviluppo
Tolleranza e mancanza di controlli consentirono a legittimisti e guerriglieri di costituire le loro basi in territorio pontificio: quattro uffici di reclutamento e di paga furono istituiti nel territorio della Santa Sede: a Roma, ad Anagni, a Velletri e nel convento di Scifelli. Anche l'abbazia di Casamari e la certosa di Trisulti furono scelti come luoghi di concentramento e di organizzazione delle bande brigantesche., organizzare e sviluppare azioni dirette contro i territori oltre frontiera e poi, nella certezza dell'impunità, ripassare il confine sfuggendo all'inseguimento delle truppe e della Guardia Nazionale. Molti "Briganti" trovarono nel territorio della Santa Sede oltre a luoghi dove rifugiarsi anche il lavoro, riuscendo perciò a sostenersi nel periodo invernale e a riorganizzarsi in vista di una ripresa delle operazioni in primavera.
Le vicine provincie dell'ex Regno delle Due Sicilie degli Abruzzi, del Molise e di Terra di Lavoro, ma anche le zone dell'Umbria, e delle Marche furono quindi percorse da numerose bande che terrorizzarono il territorio per alcuni anni. L'Umbria nel 1861 fu infestata da formazioni costituite in gran parte da renitenti alla leva. Mentre nel pesarese, tra l'inizio del 1861 e la fine del 1862, fu particolarmente attiva una banda di briganti capeggiata da Terenzio Grossi. La Banda Grossi, sostenuta anche da parroci di campagna, fu protagonista di invasione di paesi quali Montescatto, Acqualagna, Isola di Fano, oltre che di atti di brigantaggio particolarmente cruenti. La Banda Grossi, nel corso di numerose azioni uccise numerosi carabinieri e soldati.  Nell'Ascolano la reazione filopapalina, collegata anche alla resistenza delle truppe borboniche nella fortezza di Civitella del Tronto, interessò nelle Marche il territorio di Ascoli Piceno e le zone limitrofe del teramano dove si verificarono disordini e scontri con le truppe sabaude. In Terra di Lavoro, in Molise e negli Abruzzi, la reazione popolare fu influenzata e diretta anche in collegamento alle operazioni belliche in prossimità delle fortezze di Capua e di Gaeta. Infatti, da Capua, da Gaeta e poi da Roma, la corte di Francesco II pianificò, e organizzò bande guerrigliere, poste anche al comando di legittimisti stranieri, volte a destabilizzare il territorio e contrastare le azioni belliche sviluppate dall'esercito garibaldino e da quello sabaudo. Attraverso l'opera capillare degli agenti borbonici, dei comitati appositamente costituiti, e del clero, nel mese di settembre 1860 si verificarono sommosse e disordini nelle provincie dell'ex Regno delle Due Sicilie accompagnate dalla costituzione di formazioni irregolari tra cui quella del colonnello Theodor Friedrich Klitsche de la Grange che, conquistata in Terra di Lavoro la città di Sora, proseguì le sue incursioni negli Abruzzi occupando Tagliacozzo, Avezzano, minacciando altresì L'Aquila e tutta la Marsica.
Le reazioni nel teramano cui parteciparono direttamente e indirettamente elementi della guarnigione di Civitella nonché i molteplici segnali di rivolta nell'ascolano con attacchi a Colle di Arquata, Piedilama, Castel Trosino e altri paesi, preoccuparono le autorità militari che inviarono nella zona il generale Ferdinando Augusto Pinelli. Giunto a Ponzano di Fermo, il 6 dicembre 1860, unitamente a tre Compagnie del IX battaglione bersaglieri, una compagnia del 40º reggimento fanteria ed una sezione di artiglieria da campagna, Pinelli intimò immediatamente alla guarnigione di Civitella di arrendersi. Dopo alcuni tentativi per prendere la piazza, il generale ottenne rinforzi costituiti da contingenti del 27º fanteria decidendo poi di ridurre la pressione sulla fortezza ed agire contro le bande dell'Ascolano.
Oltre che nelle zone di frontiera, qualche scaramuccia si sviluppò anche a Passo Corese, dove gli zuavi e la gendarmeria pontificia proveniente da Monterotondo attaccarono il posto di guardia piemontese occupandolo, facendo prigionieri e minacciando Poggio Mirteto. Al pronto accorrere di contingenti sabaudi, le truppe pontificie si ritirarono verso Monterotondo compiendo alcuni eccessi poi lamentati dalle popolazioni locali.
Più o meno contemporaneamente cominciò a formarsi una banda capeggiata dall'ex maggiore degli "Ausiliari Pontifici" Giovanni Piccioni., nelle zone di Mozzano, Acquasanta, e Ponte d'Arli per controllare la Via Salaria e unirsi poi con altre formazioni che avrebbero dovuto giungere da Passo Corese. A seguito però della reazione sabauda a Passo Corese, le bande in rivolta cercarono di approvvigionarsi facendo incursioni nei dintorni e il Pinelli dovette far intervenire da Civitella un battaglione del 27º fanteria che, dopo essersi scontrato con i briganti, cadde in una imboscata subendo notevoli perdite prima di riuscire a ritirarsi verso Ascoli. Seguirono piccoli scontri e rastrellamenti con perdite da ambo le parti fino al 9 gennaio 1861 quando si svilupparono combattimenti più importanti nella zona di Paggese e di Mozzano dove un reparto del 39º fanteria, in ricerca di una compagnia del 27º fanteria dispersa, fu attaccato e costretto alla ritirata su Ascoli. I combattimenti ripresero nelle giornate successive nei pressi di Mozzano dove i reparti piemontesi coinvolti subirono dolorose perdite tra cui quella del capitano Zanardelli del 39º fanteria.. Seguì la reazione di Pinelli che, uscito da Ascoli con le sue truppe suddivise in tre colonne, diede avvio ad una pesante ritorsione attaccando nel teramano e incendiando con la prima colonna alcuni paesini della Valle Castellana tra cui le frazioni di Cesano, Cerqueto, Settecerri e Collegrato, Olmeto, Basto, Macchia di Sole, Santa Rufina e San Vito. La seconda colonna infierì contro paesi e frazioni in provincia di Ascoli Piceno tra cui Coperso, Talvacchia, Rosara, Colloto e Cervara. Dopo uno scontro con le formazioni di Piccioni nei pressi di Ponte d'Arli, Pinelli, temendo di cadere in qualche imboscata sospese l'operazione e rientrò ad Ascoli. Seguirono altre razzie da parte degli uomini del Piccioni e piccoli scontri con reparti vari; nel frattempo il generale Pinelli decise il 28 gennaio di attaccare Acquasanta per liberare la compagnia del 27º fanteria che vi si trovava assediata. Da Ascoli mossero quindi due colonne composte da alcune compagnie del XXV battaglione bersaglieri, del 27º fanteria, del IX bersaglieri e del 39º fanteria. La colonna comandata dal Pallavicini giunta a Padana e trovato il ponte sul Tronto interrotto sostò in attesa di rinforzi. Iniziato il combattimento una compagnia del IX bersaglieri riuscì a conquistare la montagna di Santa Caterina scacciandone i difensori, subito dopo fu presa Torre Santa Lucia e incendiati i villaggi dei dintorni.. Attaccata anche la zona di Acquasanta, nei pressi di Cagnano, i bersaglieri si incontrarono con il reparto del 27° che al comando del capitano Paolo Francesco Bassini avevano resistito per circa 15 giorni all'assalto dei briganti.
I briganti sopravvissuti si dispersero nei villaggi di Venamartello, San Vito, Paggese e San Martino dove risultavano detenuti alcuni bersaglieri. Il generale Pinelli, informato, assalì il paese con alcune compagnie del 27° e del 39º fanteria che, dopo la liberazione dei prigionieri, lo diedero alle fiamme effettuando ritorsioni analoghe anche in altri villaggi tra cui Paggese.

## L'esercito sabaudo nel Lazio
Quello di Passo Corese, non fu l'unico episodio bellico che si svolse in territorio pontificio. Infatti, nel gennaio 1861 le bande di Chiavone, e di Emile Theodule de Christen furono attaccate dal generale Maurizio Gerbaix de Sonnaz che, dopo aver superato la frontiera, le disperse nei pressi dell'abbazia di Casamari. Il monastero a causa degli assalti e degli incendi che si svilupparono in alcune delle sue ali, subì danni tra cui la parziale distruzione della farmacia.
Un altro episodio sì verificò pochi giorni dopo, il 28 gennaio, a Bauco. In questa occasione il generale Maurizio Gerbaix de Sonnaz, attaccò con le sue truppe le formazioni di De Christen che, dopo aver abbandonato Casamari, vi si era fortificato. Nell'assalto al piccolo paese, situato in cima ad una altura e difeso da forti mura, i piemontesi subirono perdite considerevoli senza riuscire a conquistare il paese malgrado l'utilizzo dell'artiglieria. Tuttavia i difensori, dopo aver respinto i primi assalti, si trovarono costretti ad accettare le condizioni di resa imposte dal De Sonnaz. Nel frattempo gli armati di Francesco Saverio Luverà, un colonnello dell'esercito borbonico, e di Giacomo Giorgi, un avvocato di Avezzano, sconfitti a Scurcola e minacciati a Carsoli da truppe piemontesi in avvicinamento, decisero di muovere verso Collalto Sabino nei pressi di Rieti, nel tentativo di arroccarsi su una posizione naturalmente forte e facilmente difendibile. Iniziato l'assalto gli abitanti del paese opposero una strenua resistenza ma, in assenza di aiuti, Collalto fu conquistato e saccheggiato. Qualche giorno dopo, a seguito della capitolazione di Gaeta, il Luverà tornò a Roma per ordine di Francesco II e le sue bande, dopo un ennesimo scontro con i piemontesi, rientrarono nei confini pontifici per poi sciogliersi. Gli uomini di Chiavone decisero però di non abbandonare le armi e di continuare a scorrere la campagna.
Caduta Gaeta, ed esaurita l'azione di Theodor Friedrich Klitsche de la Grange e di Francesco Saverio Luverà, sul territorio di Terra di Lavoro e nelle zone di confine con lo Stato Pontificio continuarono ad operare alcune bande che non intesero cedere le armi. Fra queste quella di Luigi Alonzi alias Chiavone, Domenico Coja alias Centrillo, Vincenzo Matteo, Francesco Piazza alias Cucitto, Giuseppe Conte, Francesco Basile, Rafael Tristany, i fratelli Cipriano e Giona La Gala, Domenico Fuoco e altri.

## La banda Chiavone e la commissione d'Inchiesta sul brigantaggio

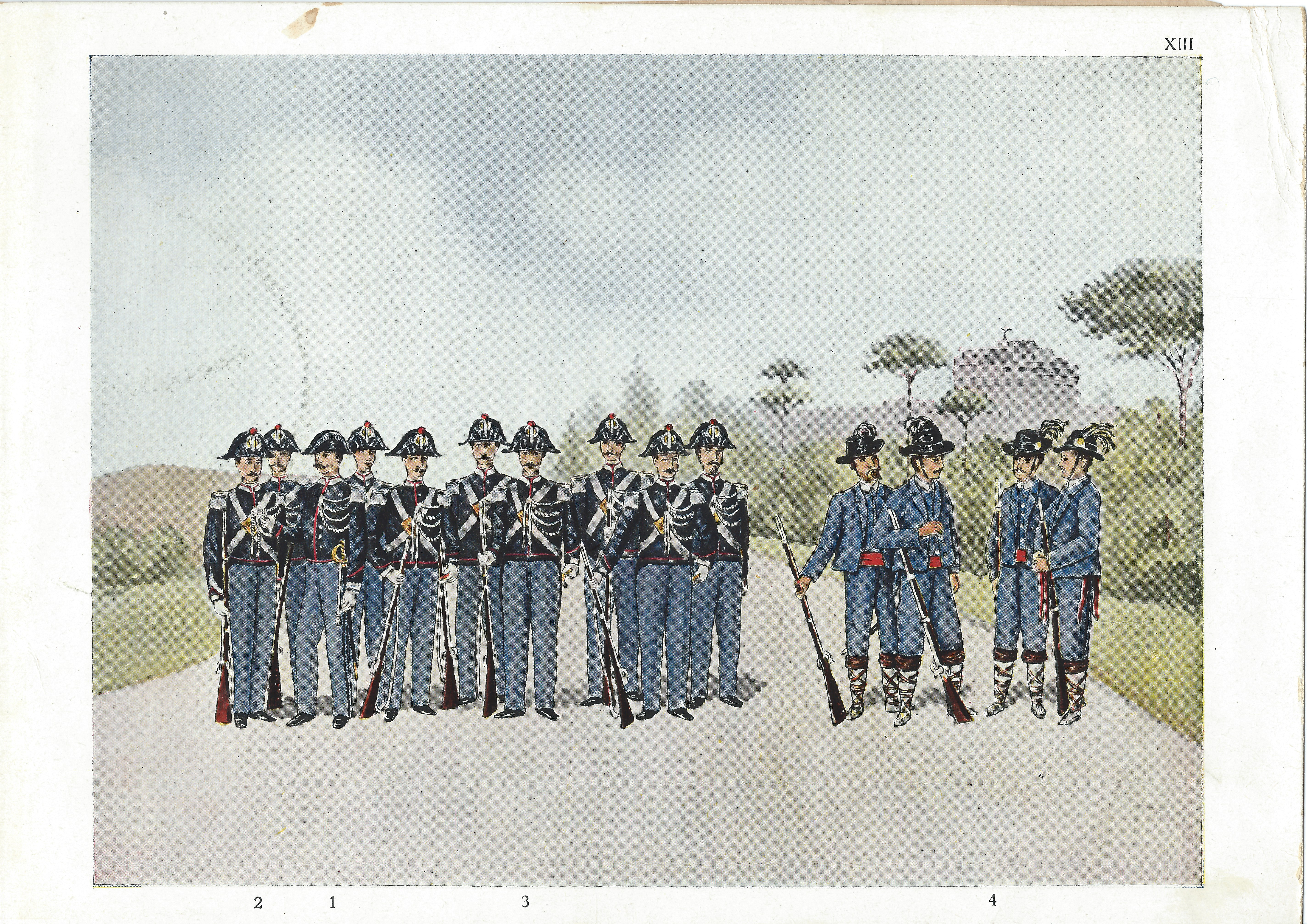
Divise dei gendarmi pontifici (1 tenente, 2 brigadiere, 3 gendarmi) e squadriglieri (4)

Nel maggio, nel luglio, nel settembre e nel novembre 1861 la banda di Chiavone partendo dalle sue basi poste in territorio pontificio, effettuò numerose scorrerie in Terra di Lavoro e negli Abruzzi scontrandosi in più occasioni con le truppe poste a presidio del territorio riuscendo a sfuggire al loro inseguimento varcando la frontiera. Non sempre andò così. Infatti, la banda di Chiavone nel rientrare dopo aver effettuato una incursione nei pressi di Veroli, a Castelluccio, fu attaccata lungo il confine dai francesi che dispersero la formazione. In ogni caso l'impunità fu quasi sempre assicurata, quindi altri legittimisti e reazionari tentarono di trovare rifugio nei confini pontifici e tra questi José Borjes che, lasciato nel novembre Carmine Crocco e la Basilicata, fu catturato nei pressi di Sante Marie nel tentativo di raggiungere Roma e passato per le armi a Tagliacozzo l'8 dicembre 1861.
Anche nel 1862 proseguirono le scorrerie lungo la frontiera anche se, malgrado la scarsa sorveglianza dalle truppe pontificie, ogni tanto la gendarmeria sviluppò azioni anticontrabbando bloccando armi e materiali inviati ai capibanda come peraltro avvenne nel mese di aprile 1862, quando nelle zone di Ceprano, Paliano e Falvaterra fu sequestrato un carico di armi destinate al legittimista spagnolo Rafael Tristany, che, unitamente a Chiavone, continuò a tenere in soggezione i territori di confine. Anche se nel frattempo furono catturati alcuni capi e gregari tra cui Domenico Coja, Francesco Piazza, e Giuseppe Conte, Chiavone attaccò e saccheggiò nel maggio 1862 obiettivi situati in Terra di Lavoro e negli Abruzzi e tra questi Fontechiari, Pescosolido e il 17 giugno Castel di Sangro. Rientrato in territorio pontificio Chiavone fu fatto fucilare dal comandante borbonico Rafael Tristany.
Nel 1863 in Italia, la Commissione di Inchiesta sul brigantaggio rese note le proprie considerazioni mettendo in evidenza le responsabilità di Francesco II e del clero nello sviluppo del fenomeno malavitoso nonché l'azione sviluppata in Italia e all'estero dai Comitati borbonici tra cui quello di Alatri gestito direttamente dal Vescovo della diocesi. Alla relazione della Commissione d'Inchiesta seguì in Italia la Legge Pica che, con i provvedimenti che seguirono, restò di fatto in vigore fino al 1865. Nel 1863 e nel 1864, anche a causa della dura forma di repressione che fu attuata, molti capi caddero in combattimento, si consegnarono o cercarono di fuggire come successe ai fratelli Giona e Cipriano la Gala che, sciolte le loro bande e trovato rifugio nello Stato Pontificio, cercarono di espatriare imbarcandosi a Civitavecchia per raggiungere via Genova la città di Marsiglia.
Nel 1864 anche Carmine Crocco, in fuga dalla Basilicata, dopo un viaggio avventuroso riuscì a raggiungere nell'agosto lo Stato Pontificio, ma dopo essersi costituito fu arrestato e tenuto prigioniero fino alla Presa di Roma quando si trovò nelle mani delle autorità italiane che lo processarono.

## L'editto De Witten

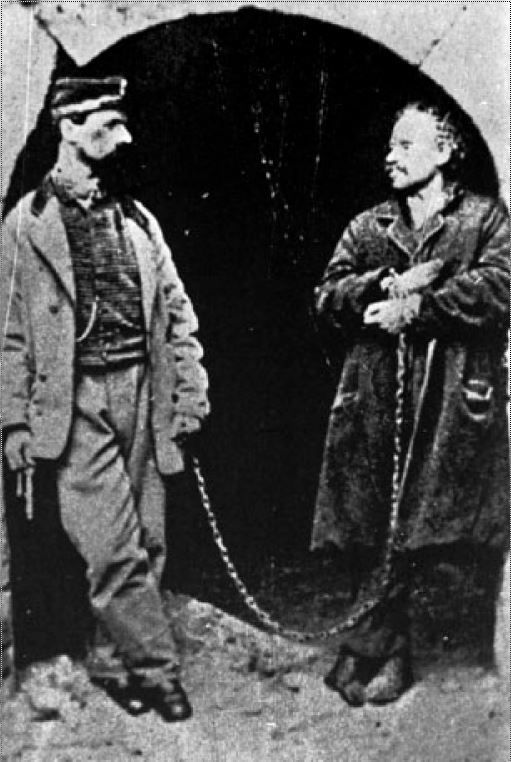
Il brigante Nunzio Tamburini, di Roccaraso. Era attivo tra il Chietino e il Molisano, i francesi lo arrestarono dopo uno sconfinamento nello Stato Pontificio e lo consegnarono alle autorità italiane. Venne fucilato a Teramo nel 1868.

Intanto, le bande di confine, perduta la matrice politica, messe sotto pressione dai presidi italiani lungo la frontiera, iniziarono a svolgere incursioni direttamente in territorio pontificio operando sequestri, imponendo taglie e provocando danni alle persone e alle cose. Della situazione in essere ne ebbero a soffrire numerosi paesi e cittadine tra cui: Veroli, Sgurgola, Segni, Montelanico, Carpineto Romano, Pofi, Vallecorsa, Sonnino, San Lorenzo Nuovo e altri. Con il deteriorarsi della situazione alla primitiva condiscendenza e tolleranza seguirono i controlli alle frontiere, svolti anche in collaborazione con le autorità italiane, a cui si aggiunsero provvedimenti legislativi: tra questi, l'editto emanato dal delegato apostolico di Frosinone monsignor Luigi Pericoli nell'ambito del quale furono previste pesanti pene per i briganti e premi per la cattura o l'uccisione dei fuorilegge. Se all'inizio, da parte dei capi dei briganti operanti nell'area della provincia di Frosinone e di Terra di Lavoro, non fu dato molto peso alle disposizioni impartite dall'autorità vaticana successivamente dovettero ricredersi.
Il 23 maggio 1867, sulla rivista La Civiltà Cattolica, a firma del ministro degli interni vaticani Luigi Antonio De Witten, apparve sul "Giornale di Roma" il testo di un editto, emanato dallo stesso burocrate che estendeva a tutto lo Stato gli effetti degli editti precedentemente emanati contro il brigantaggio a Frosinone e Velletri:
1." Le disposizioni relative ai premii per il fermo dei briganti, alle pene dei medesimi e dei loro complici o manutengoli, non che alla procedura dei giudizii, contenute nei due Editti emanati nelle dette Province di Frosinone e di Velletri, l'uno in data 7 dicembre 1863, l'altro nel 18 marzo prossimo passato, e riportate in calce del presente, saranno applicabili ai reati di brigantaggio, qualsivoglia sia il luogo, dove questo si verificasse.
2." Ferma rimanendo la giurisdizione attribuita allo speciale Tribunale di Frosinone, tutti i delitti di brigantaggio che si commettessero nelle altre Province, ed ancora nel circondario di Roma e sua Comarca, saranno conosciuti dai rispettivi Tribunali ordinarii inappellabilmente, e nelle forme sommarie fissate con i citati Editti.
3." Sarà poi in facoltà dei Presidi delle enunciate Provincie di adottare, secondo i casi e le circostanze, le misure precauzionali indicate negli Editti medesimi.»
I provvedimenti adottati nel 1867, oltre a imporre severe punizioni anche per i manutengoli, ampliarono anche la forza della gendarmeria pontificia affiancando alla stessa elementi sussidiari detti "squadriglieri", appositamente arruolati e dediti prevalentemente al controllo del territorio. Al fine di evitare che le bande attaccate dalle truppe italiane o pontificie, potessero sconfinare nei due territori vanificando con questa tattica l'azione delle truppe di entrambi gli stati, nel 1867 fu stipulata a Cassino una Convenzione Militare.
Una volta avviata, la lotta contro il brigantaggio divenne senza quartiere e fu sviluppata nello Stato Pontificio anche nel corso del 1867 e del 1868; in questi anni gendarmi e squadriglieri sostennero numerosi scontri che portarono alla eliminazione di bande importanti operanti nel territorio di Frosinone e di Velletri tra cui quella di Luigi Andreozzi. Dai dati statistici pubblicati all'epoca risultò che nel quinquennio 1865 al 1870 furono uccisi, catturati e condannati 701 briganti e manutengoli.